# 2008年南順寶順聯合罷工
2008南順寶順聯合罷工是台灣解嚴以來首次，在同一資方下的兩間工廠，以同一訴求所進行的合法罷工行動。

## 背景及罷工的開始
南順製罐與寶順製罐原屬於同一個香港資方所有，2008年4月，一起被福建「中國金屬集團」併購，分別改名為鼎新製罐與鼎立製罐，由於新的資方在接手公司之後，將南順的廠房土地出售，並計劃在南順裁員相當本勞半數的41人，並將生產線遷移到寶順、將兩廠合併。兩廠工會經過勞資爭議調解不成立後，南順工會於7月18日，以63票贊成，2票反對，依工會法通過罷工，並於7月21日起，在新竹工業區的工廠門外搭棚，展開罷工。寶順工會則於7月23日以34票同意，通過罷工決議，自7月24日起，展開罷工。

## 解嚴以來第一次聯合罷工
南順與寶順屬於同一個資方，此次罷工的訴求相同，為要求「結清年資、簽訂團體協約、保障工作權」，又分別通過依據工會法的合法程序，因此被視為「聯合罷工」，這種型態的罷工，是台灣解除戒嚴後第一次（事實上，解除戒嚴前也未曾有過）。但7月28日，南順工會在資方解雇與訴訟的威脅下，全體成員簽署「脫離罷工行動、不破壞機器設備」的同意書，拆棚回廠工作，所謂「聯合」的行動，持續了五天宣告結束，在南順結束罷工之後，寶順工會持續罷工。
1989年安強、十全美抗爭事件與此次聯合罷工的性質較為接近，其中要特色為：同為同一資本的兩間工廠以相同的訴求，共同行動，但安強與十全美皆無工會組織，所以無法進行合法罷工。